# Big Bang-nukleosyntese
Big Bang-nukleosyntese (BBN) (eller ur-nukleosyntese) er den produktion af atomkerner, som fandt sted i en tidlig fase af universets udvikling, kort efter Big Bang. Syntesen er en vigtig teori i kosmologien og anses for at forklare dannelsen af brint-isotopen deuterium (H-2 eller D), helium-isotoperne He-3 og He-4 samt lithium-isotopen Li-7. Den almindelige brint (H-1 eller bare H) i universet udgøres af de tiloversblevne protoner fra syntesen, således at hovedparten af alt (baryonisk) stof i universet er kommet ud af denne proces.
Syntesen varede kun omkring 3 minutter (i tidsrummet fra 100 til 300 sekunder fra begyndelsen af universets udvidelse). Derefter var universets tæthed og temperatur faldet til værdier, som ikke var høje nok til fusion af atomkerner. På den korte tid, BBN varede, forenedes protoner og frie neutroner, og dannede fortrinsvis helium-4 via deuterium som mellemprodukt, mens tungere grundstoffer end beryllium ikke kunne dannes på grund af en "flaskehals", som skyldes, at der ikke findes en stabil atomkerne med 8 nukleoner. Samtidig betød afbrydelsen af BBN, at processens ubrugte, lette stoffer, som deuterium, fortsat kunne eksistere. Syntesen var i øvrigt altomfattende og foregik overalt i universet.
I beregninger af syntesens produktion af grundstoffer indgår forholdet mellem antallet af baryoner (stofenheder) og fotoner (lysenheder) i universet som en grundlæggende parameter. Det er et særdeles ulige forhold, der er af størrelsesordenen 1:1010. Parameteren svarer til temperaturen og tætheden af det tidlige univers og fastlægger de betingelser, under hvilke den nukleare fusion foregik. Vigtigheden af dens præcise værdi gælder dog kun mængden af de enkelte stoffer, som produceres, og har mindre betydning for den overordnede forståelse af nukleosyntesen og Big Bang.
Ifølge Big Bang-teorien vil nukleosyntesen resultere i, at universet efter dens forløb indeholder 75% H-1, omkring 25% helium-4, ca. 0.01% deuterium, uhyre små mængder (af størrelsesordenen 10-10) af lithium og beryllium, og ingen tungere grundstoffer. (De procentvise mængder er, som det er almindeligt, anført efter masse, således at 25% helium-4 betyder, at 25% af al masse er bundet i helium-4. Hvis tallet beregnes på grundlag af en optælling atom-for-atom, vil procentdelen af helium-4 være mindre). Det anses for at være en stærk støtte til teorien om Big Bang, at de observerede mængder i universet er i overensstemmelse med disse tal.

## Teoriens udvikling
Ideen bag teorien om en ur-nukleosyntese går tilbage til et arbejde af den amerikanske fysiker George Gamow i 1946. I 1950 beskrev japaneren Chushiro Hayashi neutron-proton-ligevægtsprocessen til fremstilling af de lette grundstoffer, og i 1966 fremkom Ralph Alpher med en model for 4He-syntese.
Der er senere sket yderligere forfinelser af modellen som følge af det stadigt forbedrede kendskab til kernereaktionsegenskaberne for de medvirkende elementarpartikler.
I 1970'erne var det en stor udfordring for teorien, at den beregnede tæthed af baryoner i universet ifølge Big Bang nukleosyntesen var meget mindre end den masse, der kunne beregnes ud fra universets udvidelseshastighed. Denne forskel er siden for størstedelens vedkommende udlignet ved at postulere eksistensen af mørkt stof.
De fysiske love og konstanter, som gælder for BBN, og som styrer stoffet ved de her herskende energier, er godt forstået. BBN lider således i mindre grad af de usikkerheder, som karakteriserer vor viden om endnu tidligere epoker i universets udvikling. Medvirkende til den øgede sikkerhed er det vigtige træk ved processen, at dens forløb alene bestemmes af betingelserne ved dens påbegyndelse og gør det tidligere forløb irrelevant.

## Det tidsmæssige forløb
Universets udvidelse betød en stadigt faldende temperatur, og dette medførte først, at kvarker, som indtil da indgik i en varm plasma, kondenseredes til protoner og neutroner i forholdet 1:1 i den proces, der kaldes baryogenese. Temperaturen var endnu på dette tidspunkt ca. 10 milliarder Kelvin (svarende til 1 MeV). Forholdet mellem antal protoner og neutroner ændrer sig hurtigt og kan beregnes på grundlag af forholdsvis simple termodynamiske betragtninger. Dette forhold favoriserer protonerne, fordi neutronens større masse medfører et spontant henfald af neutroner til protoner med en halveringstid på 615 sekunder.
Omkring 1 sekund efter Big Bangs begyndelse er forholdet mellem dem faldet til 1:6, og temperaturen er faldet til ca. 0,8 MeV. Neutrinoer er afkoblet fra deres vekselvirkning med stof, og elektroner og positroner annihilerer hinanden.
Protoner og neutroner kan nu for første gang forbinde sig til deuterium-kerner, idet det nøjagtige tidspunkt herfor som nævnt er bestemt af forholdet mellem antal baryoner og fotoner. Det dannede deuterium bliver imidlertid straks igen spaltet af højenergi-fotoner, hvis gennemsnitlige energi er højere end deuteriums bindingsenergi, og det kan derfor på dette tidspunkt ikke medføre dannelse af helium-4, et forhold, der betegnes som deuterium-flaskehalsen. Dannelsen af helium-4 forudsætter en forudgående dannelse af deuterium og sker først, da temperaturen er faldet til ca. 80 keV, svarende til ca. 1 minut efter Big Bang. Det stadige henfald af neutroner har på dette tidspunkt ændret forholdet mellem neutroner og protoner til 1:7.
Der foregår på dette tidspunkt en meget hurtig dannelse af grundstoffer, idet op mod 99,99 % af de tilbageværende neutroner bindes i helium-4. Da denne atomkerne har en særdeles høj bindingsenergi, og da der som nævnt ikke findes en stabil atomkerne med 5 eller 8 nukleoner, bliver den dannede helium-4 ikke opspaltet eller videredannet til tungere grundstoffer, bortset fra en ganske ringe mængde af isotopen lithium-7.
Kort efter, dvs. efter ca. 3-5 minutters forløb, blev temperaturen i universet for lav til, at kernefusionen kunne fortsætte. På dette tidspunkt var stofmængderne fastlagt, og tilbage blev kun svage spor af deuterium, tritium og helium-3. Den eneste senere ændring i mængderne af disse stoffer er henfald af nogle radioaktive stoffer, herunder tritium. Tilbage efter syntesen er de protoner, som ikke har fundet neutroner at reagere med, hvorimod de tilbageblevne, frie neutroner henfalder i løbet af de næste minutter.

## Produktion af grundstoffer

### Tunge grundstoffer
Big Bang nukleosyntesen producerede som nævnt praktisk taget ikke grundstoffer tungere end beryllium, og grundstoffer tungere end helium-4 kun i forsvindende mængde. Produktion af lithium, beryllium og bor ved senere spaltning ved kosmisk stråling er i hvert fald nogle størrelsesordener vigtigere end produktionen under Big Bang.
Det særlige forhold, at der ikke findes en stabil kerne med 8 nukleoner stoppede (sammen med den korte tid, processen havde til rådighed) dannelsesprocessen under Big Bang. I stjernenukleosyntese omgås denne flaskehals ved en trefoldig kollision af kerner af helium-4, som producerer kul i den såkaldte triple-alfa-proces. Denne foregår imidlertid meget langsomt, så det tager titusinder af år at konvertere helium til en betragteligt mængde kul i en stjerne. Derfor kunne denne proces ikke yde noget bidrag til grundstofskabelsen i minutterne efter Big Bang.
Dannelse af de tungeste grundstoffer sker ved den nukleosyntese, som finder sted, når en stjerne eksploderer som en supernova og kaldes derfor supernova-nukleosyntese.

### Helium-4
Big Bang-nukleosyntesen forudsiger en ur-mængde på omkring 25% helium-4 (efter masse), og dette tal er særdeles ufølsomt over for universets tidligere betingelser. Årsagen er som nævnt, at helium-4 er særdeles stabilt, så næsten alle neutroner vil søge at danne det ved at kombinere sig med protoner. Desuden kan et helium-4 atom ikke optage en ekstra proton og danne et stabilt grundstof, og to helium-4 atomer kan heller ikke ved sammenstød danne et tungere, stabilt atom, så når helium-4 først er dannet, bevares det. Der fremføres ofte den analogi, at helium-4 kan ses som asken efter en forbrænding, og at dets mængde derfor er givet ud fra mængderne ved begyndelsen, ligesom mængden af aske efter fuldstændig afbrænding af et stykke træ alene er bestemt af træmængden og ikke af, hvor træet er vokset eller på hvilken måde det er brændt.
Ur-mængden af helium-4 er en vigtig størrelse, fordi der er langt mere helium-4 i universet, end hvad der kan forklares ved senere stjernenukleosyntese. Desuden udgør mængden en vigtig test af teorien om Big Bang. Hvis der observeredes en helium-mængde meget forskellig fra 25%, ville det udgøre en alvorlig udfordring for teorien, især hvis mængden af helium-4 skulle være mindre end 25%, eftersom dette grundstof er særdeles vanskeligt at ødelægge. I nogle få år omkring midten af 1990'erne antydede observationer, at dette kunne være tilfældet, og astrofysikere talte om en krise for Big Bang-nukleosyntese, men yderligere observationer har vist overensstemmelse med teorien. 

### Deuterium
Deuteriums egenskaber er på sin vis de modsatte i forhold til helium-4, idet deuterium kun er marginalt stabilt og let at ødelægge. Den store stabilitet af helium-4 giver en meget stærk tilbøjelighed til, at to deuteriumkerner kombineres og danner helium-4. Den eneste grund til, at BBN ikke omdannede al deuterium i universet til helium-4 er, at afkølingen af universet stoppede processen, før den kunne afsluttes. Som konsekvens heraf er mængden af deuterium i modsætning til mængden af helium-4 meget bestemt af de oprindelige betingelser: Jo tættere universet er, desto mere deuterium omdannes til helium-4, før tiden løber ud, og desto mindre deuterium bliver tilbage.
Der kendes ingen processer efter Big Bang, som kunne producere betydningsfulde mængder deuterium. At der observeres forekomst af deuterium tyder derfor på, at universet ikke har eksisteret altid, således som det også forudsættes i Big Bang-teorien.
I 1970'erne var det et problem, at skønt koncentrationen af deuterium i universet er i overensstemmelse med Big Bang-modellen i sin helhed, er mængden for stor til at passe med en model, som antager, at universets indhold af masse hovedsageligt består af protoner og neutroner, og som har sammenhæng med undersøgelser af universets udvidelseshastighed. Med denne antagelse bliver nemlig tætheden af det tidlige univers så stor, at hovedparten af det nu observerede deuterium ville være blevet omdannet til helium-4.
Der blev derfor gjort en stor indsats for at finde processer, som kunne producere deuterium, men efter næsten 10 år opnåedes der konsensus om, at sådanne processer er usandsynlige, og undersøgelserne fandt kun som biprodukt måder, hvorpå der produceres andre isotoper end deuterium. Undersøgelserne omfattede både fusions- og fissionsprocesser og problemerne kan kort beskrives således:
- Produktion af deuterium via fusion vil kræve, at temperaturen er høj nok til, at det sker, men ikke høj nok til, at der produceres helium-4, og at processen køles ned til under fusionstemperatur i løbet af nogle få minutter. Desuden må det dannede deuterium blæses væk, så det ikke kommer til at indgå i en ny proces.
- Produktion af deuterium ved fission er ligeledes vanskelig. Igen er problemet, at deuterium er meget følsomt over for nukleare processer, hvorfor kollisioner mellem atomkerner med stor sandsynlighed enten medfører absorption af kernerne eller udsendelse af fri neutroner eller alfapartikler.
- Heller ikke forsøg på at producere deuterium ved spaltning ved kosmisk stråling lykkedes, men forsøgene viste sig uventet at producere andre lette grundstoffer og isotoper.

Den accepterede forklaring på mængden af deuterium er nu, at universet ikke først og fremmest består af baryoner, og at ikke-baryonisk stof (mørkt stof) udgør hovedparten af universets masse. Forklaringen passer også med beregninger, som viser, at hvis universet mest bestod af protoner og neutroner ville det være langt mere sammenklumpet, end det fremgår af observationerne.

## BBN-teoriens status og virkninger
BBN-teorien giver en detaljeret matematisk beregning af produktionen af de lette "grundstoffer" deuterium, helium-3, helium-4 og lithium-7. Helt specifikt giver den præcise kvantitative forudsigelser om disses blanding, altså deres ur-mængde.
Som det er fremhævet tidligere, afhænger alle stofmængderne i BBN's standardudformning af forholdet mellem almindeligt stof (baryoner) og stråling (fotoner). Eftersom universet ifølge det kosmologiske princip forudsættes at være homogent, har dette forhold en – og kun en – værdi, som altså er afgørende for hele universets udvikling. En test af BBN-teorien består derfor i at besvare spørgsmålet, om alle observationer af mængden af lette stoffer er i overensstemmelse med en sådan enkelt parameterværdi. Mere præcist udtrykt: Når der tages hensyn til den endelige nøjagtighed af både forudsigelserne og observationerne, er der så noget interval for baryon-foton forholdets værdi, som gør rede for alle observationer?
Svaret herpå er for nuværende et kvalificeret ja. Forudsigelserne af de lette stoffers mængder er i overensstemmelse med et bestemt snævert interval for værdien af baryon-foton forholdet, når de teoretiske og især de observationsmæssige usikkerheder tages i betragtning.
Denne overensstemmelse er på ingen måde triviel eller garanteret og udgør en bemærkelsesværdig bedrift i kosmologien. BBN ekstrapolerer indholdet og betingelserne i det nuværende univers (der er næsten 14 milliarder år gammelt) tilbage til en tid, hvor dets alder er 1 sekund, og resultatet passer med, hvad vi nu kan observere.

## Ikke-standard BBN-teorier
Udover det alment accepterede BBN-scenarie er der fremkommet en række ikke-standard BBN modeller. Disse må ikke forveksles med ikke-standard kosmologi, eftersom en ikke-standard BBN-model går ud fra, at der er forekommet et Big Bang, men indsætter yderligere fysiske forhold for at undersøge, hvorledes dette påvirker mængden af grundstoffer. Disse ændringer af fysiske forhold kan omfatte at ændre eller fjerne antagelsen om universets homogenitet eller at indsætte nye partikler i modellen, som eksempelvis neutrinoer med stor masse.
Der er og har været forskellige grunde til at udforske ikke-standard BBN. En af de første, som nu stort set kun er af historisk interesse, var at klarlægge uoverensstemmelser mellem forudsigelserne fra BBN og observationerne. Det har vist sig at være mindre nyttigt, eftersom uoverensstemmelserne er blevet løst ved bedre observationer, og ofte har ændringer af BBN kun betydet, at uoverensstemmelserne snarere er blevet større end mindre. I begyndelsen af dette århundrede ligger fokus i overvejelserne af en ikke-standard BBN primært i at fastlægge grænserne for ukendt eller spekulativ fysik. Der kan f.eks. indsættes en hypotetisk partikel (som en massiv neutrino) for at se, hvad der må ske, før BBN medfører forudsigelser, der afviger meget fra observationerne. Denne fremgangsmåde har med held været benyttet til at sætte grænser for massen af en stabil tau neutrino.